# Feuguerolles
Feuguerolles – miejscowość i gmina we Francji, w regionie Normandia, w departamencie Eure.
Według danych na rok 1990 gminę zamieszkiwało 146 osób, a gęstość zaludnienia wynosiła 18 osób/km² (wśród 1421 gmin Górnej Normandii Feuguerolles plasuje się na 753. miejscu pod względem liczby ludności, natomiast pod względem powierzchni na miejscu 456).